# Перлівці
Пе́рлівці — село в Івано-Франківському районі Івано-Франківської області. Входить до складу Галицької міської громади.

## Історія
Згадується 1444 року в книгах галицького суду.
У податковому реєстрі 1515 року документується 1 лан (близько 25 га) оброблюваної землі.
У реєстрі церков Войнилівського деканату на 4.03.1733 р. в Перлівцях значиться церква Святого Хреста, вже не була новою, священиком був Григорій Левицький, було 14 господарів-парафіян.

## Види економічної діяльності
Сільське господарство, мисливство, лісове господарство, мисливство та пов'язані з ними послуги, рослинництво, вирощування зернових та технічних культур, вирощування зернових та технічних культур, змішане сільське господарство.